# ITF World Tennis Tour 2020
El ITF World Tennis Tour 2020 es la segunda edición del Circuito mundial de tenis de la ITF el cual es la gira de nivel de entrada para el tenis profesional masculino y femenino organizado por la Federación Internacional de Tenis (ITF).
Aquí se reflejan todos los torneos de la ITF disputados durante la temporada tenística de 2020. Aparecen ordenados según su categoría, y en orden de disputa, figurando a su vez los tenistas ganadores del torneo. Además se indica para cada torneo el importe económico para premios, la superficie en la que se juega y el número de tenistas participantes.
Al final se recogen los torneos ganados por cada tenista, según el número y la categoría de los torneos. 

## Calendario Masculino
Las distintas categorías de torneos aparecen ordenadas por la jerarquía marcada por la distribución de puntos en el ITF World Tennis Ranking.

### Claves
| ITF World Tennis Tour 25s (19 hasta febrero) |
| ITF World Tennis Tour 15s (44 hasta febrero) |

### Torneos

#### Torneos en enero
| Torneos en enero | Torneos en enero                                                                     | Torneos en enero                             | Torneos en enero          | Torneos en enero                                                | Torneos en enero                        |
| Semana del       | Torneo                                                                               | Campeón Individual                           | Finalista Individual      | Campeones Dobles                                                | Finalistas Dobles                       |
| ---------------- | ------------------------------------------------------------------------------------ | -------------------------------------------- | ------------------------- | --------------------------------------------------------------- | --------------------------------------- |
| 6 de enero       | M15 Hong Kong Hong Kong, China $15,000 – Dura – 32Q/32S/16D                          | Yuta Shimizu 5-7, 7-6(7), 7-6(5)             | Yu Hsiou Hsu              | Luca Castelnuovo Yu Hsiou Hsu 5-7, 6-3, [11-9]                  | Wei-De Lin Wishaya Trongcharoenchaikul  |
| 6 de enero       | M15 Monastir Monastir, Túnez $15,000 – Dura – 48Q/32S/16D                            | Lucas Catarina 4-6, 6-3, 6-3                 | Boris Pokotilov           | Luke Johnson Hugo Voljacques 6-3, 6-2                           | Marek Gengel Dominik Langmajer          |
| 6 de enero       | M25 Los Ángeles, CA Los Ángeles, Estados Unidos $25,000 – Dura – 32Q/32S/16D         | Francisco Cerúndolo 6-3, 6-3                 | Alexander Ritschard       | Daniel Cukierman Riley Smith 7-6(4), 7-6(5)                     | Sandro Ehrat Brandon Holt               |
| 6 de enero       | M15 Manacor Manacor, España $15,000 – Dura – 48Q/32S/16D                             | Carlos Alcaraz 6-0, 6-2                      | Evan Furness              | Jonathan Binding Evan Hoyt 6-3, 6-4                             | Peter Bothwell Jonathan Gray            |
| 6 de enero       | M15 Antalya Antalya, Turquía $15,000 – Arcilla – 48Q/32S/16D                         | Javier Barranco Cosano 6-4, 6-1              | Marco Bortolotti          | Ricardo Bonadio Marco Bortolotti 6-3, 6-2                       | Vasile Antonescu Dan Alexandru Tomescu  |
| 13 de enero      | M15 Cairo El Cairo, Egipto $15,000 – Arcilla – 48Q/32S/16D                           | Javier Martí 6-2, 2-6, 7-6(5)                | Nikolas Sánchez Izquierdo | Luca Gelhardt Petr Hajek 6-2, 6-3                               | Mohamed Aboulkassem Sherif Makhlouf     |
| 13 de enero      | M15 Monastir (2) Monastir, Túnez $15,000 – Dura – 48Q/32S/16D                        | Antoine Escoffier 6-2, 6-0                   | Thomas Laurent            | Jesper de Jong Bart Stevens 6–4, 3–6, [10–8]                    | Luke Johnson Hugo Voljacques            |
| 13 de enero      | M25 Rancho Santa Fe, CA Rancho Santa Fe, Estados Unidos $25,000 – Dura – 32Q/32S/16D | Brandon Nakashima 6–3, 6–3                   | Geoffrey Blancaneaux      | Lloyd Glasspool Alex Lawson 6–1, 7–6(7–1)                       | Boris Arias Sekou Bangoura              |
| 13 de enero      | M15 Manacor (2) Manacor, España $15,000 – Dura – 48Q/32S/16D                         | Carlos Alcaraz 6-3, 6-4                      | Evan Furness              | Johannes Härteis Peter Heller 6–7(5–7), 6–1, [10–3]             | Carlos Sánchez Jover Pedro Vives Marcos |
| 13 de enero      | M15 Antalya (2) Antalya, Turquía $15,000 – Arcilla – 48Q/32S/16D                     | Javier Barranco Cosano 6–4, 2–6, 6–1         | Julien Cagnina            | Umut Akkoyun Julien Cagnina 6–3, 6–4                            | Alessandro Petrone Luca Prevosto        |
| 13 de enero      | M15+H Bagnoles-de-l'Orne Bagnoles-de-l'Orne, Francia $15,000 – Arcilla – 32Q/32S/16D | Jules Marie 6–3, 6–4                         | Matteo Martineau          | Benjamin D'Hoe Arthur Reymond 1–6, 6–2, [10–8]                  | Titouan Droguet Hugo Pierre             |
| 13 de enero      | M15 Cancún Cancún, México $15,000 – Dura – 48Q/32S/16D                               | Alessandro Bega 6–4, 6–2                     | Mateus Alves              | Nicolás Alberto Arreche David Pérez Sanz 7–6(9–7), 6–1          | Juan Carlos Aguilar Tanner Smith        |
| 20 de enero      | M15 Cairo (2) El Cairo, Egipto $15,000 – Arcilla – 48Q/32S/16D                       | Nikolás Sánchez Izquierdo 7–6(7–4), 7–6(7–3) | Mathieu Perchicot         | Juan Pablo Paz Fermin Tenti 6–0, 6–1                            | Aleksandr Shevchenko Eric Vanshelboim   |
| 20 de enero      | M15 Monastir (3) Monastir, Túnez $15,000 – Dura – 48Q/32S/16D                        | Nuno Borges 6–4, 7–6(8–6)                    | Zizou Bergs               | Artem Dubrivnyy Timur Khabibulin 7–5, 6–3                       | Aziz Dougaz Moez Echargui               |
| 20 de enero      | M25 Nussloch Nußloch, Alemania $25,000 – Alfombra (i) – 24Q/32S/16D                  | Ruben Bemelmans 6–7(4–7), 7–6(7–3), 6–2      | Jonáš Forejtek            | Jan Zieliński Kacper Żuk 6–3, 6–4                               | Johannes Härteis Peter Heller           |
| 20 de enero      | M15 Antalya (3) Antalya, Turquía $15,000 – Arcilla – 48Q/32S/16D                     | Timofei Skatov 6–3, 4–6, 6–3                 | Miljan Zekić              | Bogdan Borza Dragoș Nicolae Mădăraș 6–3, 4–6, [10–7]            | Justin Eleveld Nitin Kumar Sinha        |
| 20 de enero      | M15+H Bressuire Bressuire, Francia $15,000 – Dura (i)                                | Antoine Bellier 6–4, 6–3                     | Quentin Robert            | Lucas Poullain Clément Tabur 7–5, 4–6, [10–6]                   | Wojciech Marek Christian Samuelsson     |
| 20 de enero      | M15 Kazan Kazán, Rusia $15,000 – Dura (i)                                            | Sergey Fomin 6–4, 3–6, 6–3                   | Evgenii Tiurnev           | Alexander Igoshin Evgenii Tiurnev 7–6(8–6), 6–4                 | Sergey Fomin Jurabek Karimov            |
| 20 de enero      | M15 Cancún (2) Cancún, México $15,000 – Dura – 48Q/32S/16D                           | Manuel Peña López 6–3, 6–0                   | Alejo Lingua Lavallén     | Alejo Lingua Lavallén Shintaro Mochizuki Retirados              | Jordi Arconada Tanner Smith             |
| 27 de enero      | M15 Cairo (3) El Cairo, Egipto $15,000 – Arcilla – 48Q/32S/16D                       | Juan Pablo Paz 6–3, 7–6(8–6)                 | Evgenii Tiurnev           | Alexander Igoshin Evgenii Tiurnev 6–2, 6–2                      | Oleg Khotkov Liu Hanyi                  |
| 27 de enero      | M15 Monastir (4) Monastir, Túnez $15,000 – Dura – 48Q/32S/16D                        | Sebastián Báez 6–1, 6–2                      | Gauthier Onclin           | Adrian Barbu Aziz Dougaz 6–4, 6–4                               | Arnaud Bovy Gauthier Onclin             |
| 27 de enero      | M25 Weston, FL Weston, Estados Unidos $25,000 – Arcilla                              | Gianluigi Quinzi 3–6, 7–5, 7–5               | Christian Lindell         | Boris Arias Daniel Dutra da Silva 6–4, 7–6(7–2)                 | Alexander Merino Manuel Peña López      |
| 27 de enero      | M15 Antalya (4) Antalya, Turquía $15,000 – Arcilla – 48Q/32S/16D                     | Zsombor Piros 4–6, 6–4, 6–3                  | Carlos Alcaraz            | Giovanni Fonio Davide Galoppini 6–4, 3–6, [10–3]                | Umut Akkoyun Mert Naci Türker           |
| 27 de enero      | M15 Veigy-Foncenex Veigy-Foncenex, Francia $15,000 – Alfombra (i)                    | Christopher Heyman 6–1, 6–3                  | Alexis Gautier            | Fabian Fallert Mats Rosenkranz 6–4, 6–3                         | Ryan Nijboer Glenn Smits                |
| 27 de enero      | M25 Nonthaburi Nonthaburi, Tailandia $25,000 – Dura                                  | Matija Pecotić 6–1, 3–6, 6–2                 | Khumoyun Sultanov         | Sonchat Ratiwatana Wishaya Trongcharoenchaikul 3–6, 6–4, [10–5] | Chung Yun-seong Corentin Denolly        |
| 27 de enero      | M15 Cancún (3) Cancún, México $15,000 – Dura – 48Q/32S/16D                           | Strong Kirchheimer 6–4, 6–4                  | Dusty Boyer               | Simon Carr Ajeet Rai 6–4, 6–2                                   | Gabriel Petit Brandon Walkin            |

#### Torneos en febrero
| Torneos en febrero | Torneos en febrero                                                            | Torneos en febrero                       | Torneos en febrero        | Torneos en febrero                                              | Torneos en febrero                           |
| Semana del         | Torneo                                                                        | Campeón Individual                       | Finalista Individual      | Campeones Dobles                                                | Finalistas Dobles                            |
| ------------------ | ----------------------------------------------------------------------------- | ---------------------------------------- | ------------------------- | --------------------------------------------------------------- | -------------------------------------------- |
| 3 de febrero       | M15 Sharm El Sheikh Sharm el-Sheij, Egipto $15,000 – Dura                     | Alessandro Bega 6–4, 6–2                 | Marek Gengel              | Niklas Schell Paul Wörner 3–6, 7–6(7–3), [10–4]                 | José Vidal Azorín Pablo Vivero Gonzalez      |
| 3 de febrero       | M15 Monastir (5) Monastir, Túnez $15,000 – Dura – 48Q/32S/16D                 | Lucas Catarina 6–0, 4–6, 7–5             | Tiago Cação               | Aziz Dougaz Majed Kilani 6–7(5–7), 6–4, [11–9]                  | Alberto Barroso Campos Benjamín Winter López |
| 3 de febrero       | M25 Palm Coast, FL Palm Coast, Estados Unidos $25,000 – Arcilla – 32Q/32S/16D | Alexander Ritschard 7–6(9–7), 6–4        | Mārtiņš Podžus            | Justin Butsch Alex Rybakov 2–6, 7–5, [12–10]                    | Simon Freund Jaume Pla Malfeito              |
| 3 de febrero       | M15 Antalya (5) Antalya, Turquía $15,000 – Arcilla – 48Q/32S/16D              | Giovanni Fonio 4–6, 6–4, 6–3             | Michael Vrbenský          | Daniel Michalski Michael Vrbenský 6–1, 2–6, [12–10]             | Max Houkes David Jordá Sanchís               |
| 3 de febrero       | M25 Nonthaburi (2) Nonthaburi, Tailandia $25,000 – Dura                       | Benjamin Bonzi 6–4, 6–1                  | Sebastian Fanselow        | Benjamin Bonzi Corentin Denolly 6–2, 6–4                        | Sebastian Fanselow Karim-Mohamed Maamoun     |
| 3 de febrero       | M15 Cancún (4) Cancún, México $15,000 – Dura                                  | Geoffrey Blancaneaux 6–7(5–7), 6–3, 6–1  | Maximiliano Estévez       | Mateus Alves Igor Marcondes 7–6(7–5), 7–5                       | Geoffrey Blancaneaux Gabriel Petit           |
| 3 de febrero       | M25 Lima Lima, Perú $25,000 – Arcilla – 48Q/32S/16D                           | Tomás Barrios 6–2, 6–2                   | Carlos Gómez-Herrera      | Tomás Barrios Carlos Gómez-Herrera 7–5, 6–2                     | Nicolás Alberto Arreche Jorge Panta          |
| 10 de febrero      | M15 Sharm El Sheikh (2) Sharm el-Sheij, Egipto $15,000 – Dura                 | Alessandro Bega 6–4, 7–5                 | Marek Gengel              | Piotr Matuszewski David Poljak 6–4, 7–6(8–6)                    | José Fco. Vidal Azorín Pablo Vivero González |
| 10 de febrero      | M15 Monastir (6) Monastir, Túnez $15,000 – Dura – 48Q/32S/16D                 | Aziz Kijametović 3–6, 7–6(7–4), 7–5      | João Monteiro             | Michał Mikuła Yann Wójcik 6–3, 6–4                              | Rémy Bertola Francesco Vilardo               |
| 10 de febrero      | M25 Naples, FL Naples, Estados Unidos $25,000 – Arcilla                       | Ronald Slobodchikov 5–7, 6–1, 6–4        | Alejandro Gómez           | Martin Damm Toby Kodat 4–6, 6–4, [10–7]                         | Nicolás Barrientos Cristian Rodríguez        |
| 10 de febrero      | M25 Aktobe Aktobé, Kazajistán $25,000 – Dura (i)                              | Alexey Zakharov 7–6(7–5), 3–6, 6–3       | Evgenii Tiurnev           | Chung Yun-seong Aldin Šetkić 6–3, 6–4                           | Riccardo Balzerani Francesco Forti           |
| 10 de febrero      | M25 Barnstaple Barnstaple, Reino Unido $25,000 – Dura (i)                     | Kacper Żuk 7–6(7–3), 6–3                 | Christopher Heyman        | Jan Zieliński Kacper Żuk 6–3, 7–6(7–5)                          | Evan Hoyt Luke Johnson                       |
| 10 de febrero      | M15 Heraklion Heraclión, Grecia $15,000 – Dura                                | Clément Geens 3–6, 6–4, 6–1              | Zizou Bergs               | David Pichler Kai Wehnelt 7–6(7–1), 7–6(10–7)                   | Jaimee Floyd Angele Alexis Musialek          |
| 10 de febrero      | M15 Antalya (6) Antalya, Turquía $15,000 – Arcilla – 48Q/32S/16D              | Riccardo Bonadio 3–6, 6–4, 6–1           | Juan Pablo Paz            | Cancelado por mal clima                                         | Cancelado por mal clima                      |
| 10 de febrero      | M15 Grenoble Grenoble, Francia $15,000 – Dura (i)                             | Gleb Sakharov 6–3, 7–6(7–4)              | Antoine Cornut-Chauvinc   | Artem Dubrivnyy Andrew Paulson 7–6(7–4), 3–6, [10–7]            | Fabian Fallert Hendrik Jebens                |
| 10 de febrero      | M15 Palmanova Palmanova, España $15,000 – Arcilla                             | Nikolás Sánchez Izquierdo 4–6, 6–2, 6–2  | Jules Okala               | Álvaro López San Martín Nikolás Sánchez Izquierdo 6–4, 7–6(7–4) | Jonathan Eysseric Maxime Mora                |
| 10 de febrero      | M15 Cancún (5) Cancún, México $15,000 – Dura                                  | Joao Lucas Reis Da Silva 7–6(13–11), 6–1 | Maximiliano Estévez       | Alejo Lorenzo Lingua Lavallén Igor Marcondes 6–4, 6–2           | George Goldhoff Alfredo Perez                |
| 10 de febrero      | M25 Lima (2) Lima, Perú $25,000 – Arcilla – 48Q/32S/16D                       | Facundo Argüello 6–2, 6–4                | Tomás Barrios             | Sergio Galdós Conner Huertas del Pino 6–4, 4–6, [10–5]          | Nicolás Álvarez Jorge Panta                  |
| 17 de febrero      | M15 Sharm El Sheikh (3) Sharm el-Sheij, Egipto $15,000 – Dura                 | Pablo Vivero González 6–3, 0–0, ret.     | Robin Staněk              | Stijn Pel Robin Staněk 7–6(7–5), 3–6, [10–8]                    | Raheel Manji Kelsey Stevenson                |
| 17 de febrero      | M15 Monastir (7) Monastir, Túnez $15,000 – Dura – 48Q/32S/16D                 | Thomas Laurent 6–1, 6–0                  | Quentin Folliot           | Moez Echargui Anis Ghorbel 7–5, 6–4                             | Aziz Kijametović Adam Moundir                |
| 17 de febrero      | M25 Aktobe (2) Aktobé, Kazajistán $25,000 – Dura (i)                          | Yuta Shimizu 6–4, 5–7, 6–3               | Otto Virtanen             | Ivan Liutarevich Vladyslav Manafov 7–5, 7–6(7–5)                | Vladimir Ivanov Maksim Ratniuk               |
| 17 de febrero      | M15 Oberhaching Oberhaching, Alemania $15,000 – Dura (i)                      | Jan Šátral 6–3, 6–2                      | Elmar Ejupović            | Lasse Muscheites Stefan Seifert 6–3, 7–5                        | Kai Lemstra Christoph Negritu                |
| 17 de febrero      | M25 Glasgow Glasgow, Reino Unido $25,000 – Dura (i)                           | Lucas Poullain 0–6, 7–5, 6–3             | Jack Draper               | Szymon Walków Jan Zieliński 6–1, 6–1                            | Simon Freund Evan Hoyt                       |
| 17 de febrero      | M15 Heraklion (2) Heraclión, Grecia $15,000 – Dura                            | Alexis Musialek 7–6(8–6), 6–1            | Omar Giacalone            | Alexander Erler David Pichler 3–6, 6–4, [10–4]                  | Valentin Günther Kai Wehnelt                 |
| 17 de febrero      | M15 Antalya (7) Antalya, Turquía $15,000 – Arcilla – 48Q/32S/16D              | Jonáš Forejtek 6–4, 6–3                  | Nikolás Sánchez Izquierdo | Călin Manda Oleg Prihodko 2–6, 7–6(7–3), [10–8]                 | Fábián Marozsán Péter Nagy                   |
| 17 de febrero      | M15 Peguera Peguera, España $15,000 – Arcilla                                 | Pedro Cachín 6–4, 6–2                    | Mathieu Perchicot         | Anas Fattar Lamine Ouahab 6–3, 7–6(9–7)                         | Alessandro Ceppellini Alexander Weis         |
| 17 de febrero      | M15 Cancún (6) Cancún, México $15,000 – Dura                                  | Gage Brymer 6–1, 6–4                     | Gabriel Petit             | Brandon Walkin Igor Marcondes 6–3, 6–4                          | Francisco Comesaña Alejo Lingua Lavallén     |
| 17 de febrero      | M25 Punta del Este Punta del Este, Uruguay $25,000 – Arcilla                  | Santiago Rodríguez Taverna 6–4, 6–3      | Franco Agamenone          | Franco Agamenone Daniel Dutra da Silva 6–0, 6–1                 | Alexander Merino Manuel Peña López           |
| 24 de febrero      | M15 Sharm El Sheikh (4) Sharm el-Sheij, Egipto $15,000 – Dura                 | Karim-Mohamed Maamoun 7–5, 6–3           | David Poljak              | Ryan Nijboer Glenn Smits 2–6, 6–3, [10–8]                       | Oleksii Krutykh Volodymyr Uzhylovskyi        |
| 24 de febrero      | M15 Monastir (8) Monastir, Túnez $15,000 – Dura – 48Q/32S/16D                 | Thomas Laurent 6–2, 6–3                  | Nicolás Álvarez Varona    | Moez Echargui Anis Ghorbel 6–0, 6–2                             | Quentin Folliot Hugo Pontico                 |
| 24 de febrero      | M25 Sunderland Sunderland, Reino Unido $25,000 – Dura (i)                     | Jack Draper 6–2, 6–0                     | Igor Sijsling             | Szymon Walków Jan Zieliński 6–4, 6–4                            | Jesper de Jong Bart Stevens                  |
| 24 de febrero      | M15 Heraklion (3) Heraclión, Grecia $15,000 – Dura                            | Nicholas David Ionel 6–4, 6–2            | Jordan Correia            | Constantin Schmitz Kai Wehnelt 2–6, 6–4, [11–9]                 | Ljubomir Čelebić Igor Saveljić               |
| 24 de febrero      | M15 Vale do Lobo Vale do Lobo, Portugal $15,000 – Dura                        | Ricardo Ojeda Lara 1–6, 6–3, 6–4         | Riccardo Bonadio          | Peter Bothwell Billy Harris 6–3, 6–4                            | Albert Roglan Benjamín Winter López          |
| 24 de febrero      | M15 Trnava Trnava, Eslovaquia $15,000 – Dura (i)                              | Danylo Kalenichenko 6–4, 6–4             | Kārlis Ozoliņš            | Patrik Rikl Jan Šátral 6–3, 6–4                                 | Kai Lemstra Christoph Negritu                |
| 24 de febrero      | M25 Antalya Antalya, Turquía $25,000 – Arcilla                                | Duje Ajduković 3–6, 6–4, 7–6(7–2)        | Pedro Cachín              | Jonáš Forejtek Michael Vrbenský 6–3, 6–4                        | Fábián Marozsán Péter Nagy                   |
| 24 de febrero      | M25 Trento Trento, Italia $25,000 – Arcilla                                   | Ruben Bemelmans 4–6, 6–2, 6–4            | Alexander Erler           | Ruben Bemelmans Daniel Masur 7–6(9–7), 6–2                      | Alexander Erler David Jordá Sanchís          |
| 24 de febrero      | M25 Río Cuarto (Córdoba) Córdoba, Argentina $25,000 – Arcilla                 | Camilo Ugo Carabelli 7–6(11–9), 6–2      | Tomás Martín Etcheverry   | Tomás Martín Etcheverry Mariano Kestelboim 6–3, 1–6, [10–2]     | Alexander Merino Manuel Peña López           |

#### Torneos en marzo
| Torneos en marzo | Torneos en marzo                                                                    | Torneos en marzo                          | Torneos en marzo                          | Torneos en marzo                                      | Torneos en marzo                           |
| Semana del       | Torneo                                                                              | Campeón Individual                        | Finalista Individual                      | Campeones Dobles                                      | Finalistas Dobles                          |
| ---------------- | ----------------------------------------------------------------------------------- | ----------------------------------------- | ----------------------------------------- | ----------------------------------------------------- | ------------------------------------------ |
| 2 de marzo       | M15 Sharm El Sheikh (5) Sharm el-Sheij, Egipto $15,000 – Dura                       | Luca Nardi 5–7, 6–4, 7–6(7–5)             | Jaroslav Pospíšil                         | Vladyslav Manafov David Pichler 6–1, 3–6, [10–7]      | Oleg Khotkov Volodymyr Uzhylovskyi         |
| 2 de marzo       | M15 Monastir (9) Monastir, Túnez $15,000 – Dura – 48Q/32S/16D                       | Baptiste Crepatte 7–6(7–1), 6–4           | Jonathan Eysseric                         | Anis Ghorbel Louis Tessa 6–1, 6–2                     | Luca Giacomini Kirill Kivattsev            |
| 2 de marzo       | M25 Las Vegas Las Vegas, Estados Unidos $25,000 – Dura                              | Petros Chrysochos 6–2, 6–1                | Justin Butsch                             | Nicolás Barrientos Junior Alexander Ore 7–6(7–1), 6–3 | Nick Chappell Reese Stalder                |
| 2 de marzo       | M15 Faro Faro, Portugal $15,000 – Dura                                              | Sebastian Fanselow 6–3, 6–3               | Tiago Cação                               | Fabian Fallert Nicolás Moreno de Alborán 6–3, 6–4     | Michał Dembek Gonçalo Falcão               |
| 2 de marzo       | M15 Antalya (8) Antalya, Turquía $15,000 – Arcilla – 48Q/32S/16D                    | Patrick Kypson 6–4, 6–2                   | Peter Heller                              | Peter Heller Peter Torebko 7–5, 6–2                   | Tristan Boyer Martin Damm                  |
| 2 de marzo       | M15 Heraklion (4) Heraclión, Grecia $15,000 – Dura                                  | Filip Cristian Jianu 7–5, 3–6, 6–3        | Lucas Catarina                            | Bogdan Bobrov Alexander Erler 2–6, 7–6(7–4), [12–10]  | Antoine Cornut Chauvinc Constantin Schmitz |
| 2 de marzo       | M25 Potchefstroom Potchefstroom, Sudáfrica $25,000 – Dura                           | Benjamin Bonzi 7–6(14–12), 6–4            | Tobias Simon                              | Benjamin Bonzi Matteo Martineau 6–4, 6–2              | Simon Carr Corentin Denolly                |
| 2 de marzo       | M25 Hurlingham Hurlingham, Argentina $25,000 – Arcilla                              | Facundo Díaz Acosta 6–4, 6–3              | Juan Manuel Cerúndolo                     | Ignacio Carou Francisco Comesaña 7–6(7–2), 7–5        | Gabriel Alejandro Hidalgo Ignacio Monzón   |
| 2 de marzo       | M25 Mildura Mildura, Australia $25,000 – Césped                                     | Brydan Klein 7–5, 6–3                     | Rio Noguchi                               | Jeremy Beale Thomas Fancutt 4–6, 7–6(8–6), [10–3]     | Brydan Klein Scott Puodziunas              |
| 2 de marzo       | M25 Murcia Murcia, España $25,000 – Arcilla                                         | Pablo Llamas Ruiz 6–4, 3–6, 6–3           | Pedro Cachín                              | Íñigo Cervantes Oriol Roca Batalla 7–6(7–3), 6–3      | Sergio Martos Gornés David Pérez Sanz      |
| 9 de marzo       | M15 Sharm El Sheikh (6) Sharm el-Sheij, Egipto $15,000 – Dura                       | Suspendido debido a brote de coronavirus. | Suspendido debido a brote de coronavirus. | Suspendido debido a brote de coronavirus.             | Suspendido debido a brote de coronavirus.  |
| 9 de marzo       | M15 Monastir (10) Monastir, Túnez $15,000 – Dura – 48Q/32S/16D                      | Suspendido debido a brote de coronavirus. | Suspendido debido a brote de coronavirus. | Suspendido debido a brote de coronavirus.             | Suspendido debido a brote de coronavirus.  |
| 9 de marzo       | M15 Heraklion (5) Heraclión, Grecia $15,000 – Dura                                  | Suspendido debido a brote de coronavirus. | Suspendido debido a brote de coronavirus. | Suspendido debido a brote de coronavirus.             | Suspendido debido a brote de coronavirus.  |
| 9 de marzo       | M15 Loulé Loulé, Portugal $15,000 – Dura                                            | Suspendido debido a brote de coronavirus. | Suspendido debido a brote de coronavirus. | Suspendido debido a brote de coronavirus.             | Suspendido debido a brote de coronavirus.  |
| 9 de marzo       | M15 Toulouse Toulouse, Francia $15,000 – Dura (i)                                   | Suspendido debido a brote de coronavirus. | Suspendido debido a brote de coronavirus. | Suspendido debido a brote de coronavirus.             | Suspendido debido a brote de coronavirus.  |
| 9 de marzo       | M15 Cancún (7) Cancún, México $15,000 – Dura                                        | Suspendido debido a brote de coronavirus. | Suspendido debido a brote de coronavirus. | Suspendido debido a brote de coronavirus.             | Suspendido debido a brote de coronavirus.  |
| 9 de marzo       | M15 Antalya (9) Antalya, Turquía $15,000 – Arcilla – 48Q/32S/16D                    | Suspendido debido a brote de coronavirus. | Suspendido debido a brote de coronavirus. | Suspendido debido a brote de coronavirus.             | Suspendido debido a brote de coronavirus.  |
| 9 de marzo       | M15 Doha Doha, Catar $15,000 – Dura                                                 | Suspendido debido a brote de coronavirus. | Suspendido debido a brote de coronavirus. | Suspendido debido a brote de coronavirus.             | Suspendido debido a brote de coronavirus.  |
| 9 de marzo       | M15 Poreč Poreč, Croacia $15,000 – Arcilla                                          | Suspendido debido a brote de coronavirus. | Suspendido debido a brote de coronavirus. | Suspendido debido a brote de coronavirus.             | Suspendido debido a brote de coronavirus.  |
| 9 de marzo       | M15 Kazan (2) Kazán, Rusia $15,000 – Dura (i)                                       | Suspendido debido a brote de coronavirus. | Suspendido debido a brote de coronavirus. | Suspendido debido a brote de coronavirus.             | Suspendido debido a brote de coronavirus.  |
| 9 de marzo       | M15 Kolkata Calcuta, India $15,000 – Arcilla                                        | Suspendido debido a brote de coronavirus. | Suspendido debido a brote de coronavirus. | Suspendido debido a brote de coronavirus.             | Suspendido debido a brote de coronavirus.  |
| 9 de marzo       | M25 Geelong Geelong, Australia $25,000 – Césped                                     | Suspendido debido a brote de coronavirus. | Suspendido debido a brote de coronavirus. | Suspendido debido a brote de coronavirus.             | Suspendido debido a brote de coronavirus.  |
| 16 de marzo      | M15 Sharm El Sheikh (7) Sharm el-Sheij, Egipto $15,000 – Dura                       | Suspendido debido a brote de coronavirus. | Suspendido debido a brote de coronavirus. | Suspendido debido a brote de coronavirus.             | Suspendido debido a brote de coronavirus.  |
| 16 de marzo      | M15 Monastir (11) Monastir, Túnez $15,000 – Dura – 48Q/32S/16D                      | Suspendido debido a brote de coronavirus. | Suspendido debido a brote de coronavirus. | Suspendido debido a brote de coronavirus.             | Suspendido debido a brote de coronavirus.  |
| 16 de marzo      | M25 Bakersfield Bakersfield, Estados Unidos $25,000 – Dura                          | Suspendido debido a brote de coronavirus. | Suspendido debido a brote de coronavirus. | Suspendido debido a brote de coronavirus.             | Suspendido debido a brote de coronavirus.  |
| 16 de marzo      | M15 Heraklion (6) Heraclión, Grecia $15,000 – Dura                                  | Suspendido debido a brote de coronavirus. | Suspendido debido a brote de coronavirus. | Suspendido debido a brote de coronavirus.             | Suspendido debido a brote de coronavirus.  |
| 16 de marzo      | M15 Portimão Portimão, Portugal $15,000 – Dura                                      | Suspendido debido a brote de coronavirus. | Suspendido debido a brote de coronavirus. | Suspendido debido a brote de coronavirus.             | Suspendido debido a brote de coronavirus.  |
| 16 de marzo      | M15 Trnava (2) Trnava, Eslovaquia $15,000 – Dura (i)                                | Suspendido debido a brote de coronavirus. | Suspendido debido a brote de coronavirus. | Suspendido debido a brote de coronavirus.             | Suspendido debido a brote de coronavirus.  |
| 16 de marzo      | M15 Poitiers Poitiers, Francia $15,000 – Dura (i)                                   | Suspendido debido a brote de coronavirus. | Suspendido debido a brote de coronavirus. | Suspendido debido a brote de coronavirus.             | Suspendido debido a brote de coronavirus.  |
| 16 de marzo      | M15 Cancún (8) Cancún, México $15,000 – Dura                                        | Suspendido debido a brote de coronavirus. | Suspendido debido a brote de coronavirus. | Suspendido debido a brote de coronavirus.             | Suspendido debido a brote de coronavirus.  |
| 16 de marzo      | M15 Antalya (10) Antalya, Turquía $15,000 – Arcilla – 48Q/32S/16D                   | Suspendido debido a brote de coronavirus. | Suspendido debido a brote de coronavirus. | Suspendido debido a brote de coronavirus.             | Suspendido debido a brote de coronavirus.  |
| 16 de marzo      | M15 Doha (2) Doha, Catar $15,000 – Dura                                             | Suspendido debido a brote de coronavirus. | Suspendido debido a brote de coronavirus. | Suspendido debido a brote de coronavirus.             | Suspendido debido a brote de coronavirus.  |
| 16 de marzo      | M25 Trimbach Trimbach, Suiza $25,000 – Tierra batida (i)                            | Suspendido debido a brote de coronavirus. | Suspendido debido a brote de coronavirus. | Suspendido debido a brote de coronavirus.             | Suspendido debido a brote de coronavirus.  |
| 16 de marzo      | M15 Gurgaon Gurgaon, India $15,000 – Dura                                           | Suspendido debido a brote de coronavirus. | Suspendido debido a brote de coronavirus. | Suspendido debido a brote de coronavirus.             | Suspendido debido a brote de coronavirus.  |
| 16 de marzo      | M15 Herzliya Herzliya, Israel $15,000 – Dura                                        | Suspendido debido a brote de coronavirus. | Suspendido debido a brote de coronavirus. | Suspendido debido a brote de coronavirus.             | Suspendido debido a brote de coronavirus.  |
| 16 de marzo      | M15 Rovinj Rovinj, Croacia $15,000 – Arcilla                                        | Suspendido debido a brote de coronavirus. | Suspendido debido a brote de coronavirus. | Suspendido debido a brote de coronavirus.             | Suspendido debido a brote de coronavirus.  |
| 23 de marzo      | M15 Sharm El Sheikh (8) Sharm el-Sheij, Egipto $15,000 – Dura                       | Suspendido debido a brote de coronavirus. | Suspendido debido a brote de coronavirus. | Suspendido debido a brote de coronavirus.             | Suspendido debido a brote de coronavirus.  |
| 23 de marzo      | M15 Monastir (12) Monastir, Túnez $15,000 – Dura – 48Q/32S/16D                      | Suspendido debido a brote de coronavirus. | Suspendido debido a brote de coronavirus. | Suspendido debido a brote de coronavirus.             | Suspendido debido a brote de coronavirus.  |
| 23 de marzo      | M25 Calabasas, CA Calabasas, Estados Unidos $25,000 – Dura                          | Suspendido debido a brote de coronavirus. | Suspendido debido a brote de coronavirus. | Suspendido debido a brote de coronavirus.             | Suspendido debido a brote de coronavirus.  |
| 23 de marzo      | M25 Orlando, FL Orlando, Estados Unidos $25,000 – Arcilla                           | Suspendido debido a brote de coronavirus. | Suspendido debido a brote de coronavirus. | Suspendido debido a brote de coronavirus.             | Suspendido debido a brote de coronavirus.  |
| 23 de marzo      | M15 Quinta do Lago Quinta do Lago, Portugal $15,000 – Dura                          | Suspendido debido a brote de coronavirus. | Suspendido debido a brote de coronavirus. | Suspendido debido a brote de coronavirus.             | Suspendido debido a brote de coronavirus.  |
| 23 de marzo      | M15 Mornington Mornington, Australia $15,000 – Arcilla                              | Suspendido debido a brote de coronavirus. | Suspendido debido a brote de coronavirus. | Suspendido debido a brote de coronavirus.             | Suspendido debido a brote de coronavirus.  |
| 23 de marzo      | M25 Santa Margarita di Paula Santa Margarita di Paula, Italia $25,000 – Arcilla     | Suspendido debido a brote de coronavirus. | Suspendido debido a brote de coronavirus. | Suspendido debido a brote de coronavirus.             | Suspendido debido a brote de coronavirus.  |
| 23 de marzo      | M15 Cancún (9) Cancún, México $15,000 – Dura                                        | Suspendido debido a brote de coronavirus. | Suspendido debido a brote de coronavirus. | Suspendido debido a brote de coronavirus.             | Suspendido debido a brote de coronavirus.  |
| 23 de marzo      | M15 Heraklion (7) Heraclión, Grecia $15,000 – Dura                                  | Suspendido debido a brote de coronavirus. | Suspendido debido a brote de coronavirus. | Suspendido debido a brote de coronavirus.             | Suspendido debido a brote de coronavirus.  |
| 23 de marzo      | M25 Afula Tel Aviv, Israel $25,000 – Dura                                           | Suspendido debido a brote de coronavirus. | Suspendido debido a brote de coronavirus. | Suspendido debido a brote de coronavirus.             | Suspendido debido a brote de coronavirus.  |
| 23 de marzo      | M15 Antalya (11) Antalya, Turquía $15,000 – Arcilla – 48Q/32S/16D                   | Suspendido debido a brote de coronavirus. | Suspendido debido a brote de coronavirus. | Suspendido debido a brote de coronavirus.             | Suspendido debido a brote de coronavirus.  |
| 23 de marzo      | M15 Manama Manama, Baréin $15,000 – Dura                                            | Suspendido debido a brote de coronavirus. | Suspendido debido a brote de coronavirus. | Suspendido debido a brote de coronavirus.             | Suspendido debido a brote de coronavirus.  |
| 23 de marzo      | M15 Opatija Opatija, Croacia $15,000 – Arcilla                                      | Suspendido debido a brote de coronavirus. | Suspendido debido a brote de coronavirus. | Suspendido debido a brote de coronavirus.             | Suspendido debido a brote de coronavirus.  |
| 30 de marzo      | M15 Sharm El Sheikh (9) Sharm el-Sheij, Egipto $15,000 – Dura                       | Suspendido debido a brote de coronavirus. | Suspendido debido a brote de coronavirus. | Suspendido debido a brote de coronavirus.             | Suspendido debido a brote de coronavirus.  |
| 30 de marzo      | M15 Mornington (2) Mornington, Australia $15,000 – Arcilla                          | Suspendido debido a brote de coronavirus. | Suspendido debido a brote de coronavirus. | Suspendido debido a brote de coronavirus.             | Suspendido debido a brote de coronavirus.  |
| 30 de marzo      | M25 Santa Margarita di Paula (2) Santa Margarita di Paula, Italia $25,000 – Arcilla | Suspendido debido a brote de coronavirus. | Suspendido debido a brote de coronavirus. | Suspendido debido a brote de coronavirus.             | Suspendido debido a brote de coronavirus.  |
| 30 de marzo      | M15 Heraklion (8) Heraclión, Grecia $15,000 – Dura                                  | Suspendido debido a brote de coronavirus. | Suspendido debido a brote de coronavirus. | Suspendido debido a brote de coronavirus.             | Suspendido debido a brote de coronavirus.  |
| 30 de marzo      | M15 Antalya (12) Antalya, Turquía $15,000 – Arcilla – 48Q/32S/16D                   | Suspendido debido a brote de coronavirus. | Suspendido debido a brote de coronavirus. | Suspendido debido a brote de coronavirus.             | Suspendido debido a brote de coronavirus.  |
| 30 de marzo      | M15 Monastir (13) Monastir, Túnez $15,000 – Dura – 48Q/32S/16D                      | Suspendido debido a brote de coronavirus. | Suspendido debido a brote de coronavirus. | Suspendido debido a brote de coronavirus.             | Suspendido debido a brote de coronavirus.  |
| 30 de marzo      | M25 Reus Reus, España $25,000 – Arcilla                                             | Suspendido debido a brote de coronavirus. | Suspendido debido a brote de coronavirus. | Suspendido debido a brote de coronavirus.             | Suspendido debido a brote de coronavirus.  |
| 30 de marzo      | M25 Naples, FL (2) Naples, Estados Unidos $25,000 – Arcilla                         | Suspendido debido a brote de coronavirus. | Suspendido debido a brote de coronavirus. | Suspendido debido a brote de coronavirus.             | Suspendido debido a brote de coronavirus.  |
| 30 de marzo      | M25+H Abuja Abuya, Nigeria $25,000 – Dura                                           | Suspendido debido a brote de coronavirus. | Suspendido debido a brote de coronavirus. | Suspendido debido a brote de coronavirus.             | Suspendido debido a brote de coronavirus.  |
| 30 de marzo      | M15 Cancún (10) Cancún, México $15,000 – Dura                                       | Suspendido debido a brote de coronavirus. | Suspendido debido a brote de coronavirus. | Suspendido debido a brote de coronavirus.             | Suspendido debido a brote de coronavirus.  |

#### Torneos entre abril y julio
Los torneos del circuito ITF World Tennis Tour fueron suspendidos por la ITF así como la ATP suspendió los circuitos ATP Tour y ATP Challenger Tour en principio hasta el 13 de julio debido a la pandemia de COVID-19. Finamente la suspensión de torneos fue prolongada hasta mediados de agosto. La temporada se retomaría en la semana del lunes 17 de agosto.

#### Torneos en agosto
No incluye los torneos suspendidos debido a la pandemia de enfermedad por coronavirus de 2019-2020.
| Torneos en agosto | Torneos en agosto                                              | Torneos en agosto        | Torneos en agosto    | Torneos en agosto                                | Torneos en agosto               |
| Semana del        | Torneo                                                         | Campeón Individual       | Finalista Individual | Campeones Dobles                                 | Finalistas Dobles               |
| ----------------- | -------------------------------------------------------------- | ------------------------ | -------------------- | ------------------------------------------------ | ------------------------------- |
| 17 de agosto      | M25 Vogau Vogau, Austria $25,000 – Tierra batida               | Manuel Guinard 6–3, 6–3  | Dimitar Kuzmanov     | Manuel Guinard Johannes Härteis 6–4, 4–6, [11–9] | Gijs Brouwer Jelle Sels         |
| 24 de agosto      | M25 Poznan Poznan, Polonia $25,000 – Tierra batida             | Kacper Żuk 7–6(8–6), 6–1 | Dimitar Kuzmanov     | Jan Zieliński Kacper Żuk 7–5, 6–2                | Mikołaj Lorens Wojciech Marek   |
| 24 de agosto      | M15 Anif Anif, Austria $15,000 – Tierra batida                 | Lucas Miedler 6–1, 7–5   | Peter Heller         | Jan Zieliński Peter Heller 7–6(7–3), 5–7, [11–9] | Lucas Miedler Neil Oberleitner  |
| 24 de agosto      | M15 Alkmaar Alkmaar, Países Bajos $15,000 – Tierra batida      | Igor Sijsling 6–2, 6–1   | Jacopo Berrettini    | Max Houkes Sidane Pontjodikromo 6–1, 5–7, [10–8] | Mats Hermans Sem Verbeek        |
| 31 de agosto      | M15 Caslano Caslano, Suiza $15,000 – Tierra batida             | Sandro Ehrat 6–4, 6–2    | Alessandro Bega      | Alexander Erler David Pichler 7–5, 6–4           | Antoine Cornut Harold Mayot     |
| 31 de agosto      | M15 Novomoskovsk Novomoskovsk, Ucrania $15,000 – Tierra batida | Bogdan Bobrov 6–3, 6–3   | Oleksii Krutykh      | Vladyslav Orlov Denis Yevseyev 6–4, 5–7, [13–11] | Wojciech Marek Eric Vanshelboim |

#### Torneos en septiembre
| Torneos en septiembre | Torneos en septiembre                                                              | Torneos en septiembre                 | Torneos en septiembre     | Torneos en septiembre                                   | Torneos en septiembre             |
| Semana del            | Torneo                                                                             | Campeón Individual                    | Finalista Individual      | Campeones Dobles                                        | Finalistas Dobles                 |
| --------------------- | ---------------------------------------------------------------------------------- | ------------------------------------- | ------------------------- | ------------------------------------------------------- | --------------------------------- |
| 7 de septiembre       | M15 Sintra Sintra, Portugal $15,000 – Dura                                         | Nuno Borges 6–2, 6–2                  | Gastão Elias              | Fabian Fallert Nicolas Moreno 7–6(7–4), 6–4             | Savriyan Danilov Nick Hardt       |
| 7 de septiembre       | M15 Bucarest Bucarest, Rumania $15,000 – Tierra batida                             | Timofei Skatov 6–4, 6–4               | Franco Agamenone          | Adrian Barbu Ștefan Paloși 6–4, 6–2                     | Michał Dembek Georgii Kravchenko  |
| 14 de septiembre      | M25 Praga Praga, República Checa $25,000 – Tierra batida                           | Jiří Lehečka 3–6, 6–3, 6–4            | Sebastián Báez            | Sebastián Báez Pedro Cachín 7–6(7–4), 6–1               | Lucas Miedler Jan Zieliński       |
| 14 de septiembre      | M25+H Plaisir Plaisir, Francia $25,000 – Dura (cubierta)                           | Igor Sijsling 7–6(7–5), 3–6, 7–6(7–4) | Johan Tatlot              | Michael Geerts Strong Kirchheimer 6–2, 6–7(4–7), [10–4] | Guilherme Clezar Pedro Sakamoto   |
| 14 de septiembre      | M25 Klosters Klosters, Suiza $25,000 – Tierra batida                               | Holger Vitus Nødskov Rune 6–4, 6–2    | Jesper de Jong            | Neil Oberleitner Patrick Zahraj 6–3, 6–7(5–7), [10–6]   | Jakub Paul Damien Wenger          |
| 14 de septiembre      | M15 Sintra (2) Sintra, Portugal $15,000 – Dura                                     | Carlos Gimeno Valero 6–4, 3–6, 6–4    | Sebastian Fanselow        | Eduardo Nava Emilio Nava 6–3, 6–4                       | Sebastian Fanselow Maik Steiner   |
| 14 de septiembre      | M15 Curtea de Argeș Curtea de Argeș, Rumania $15,000 – Tierra batida               | Duje Ajduković 2–6, 6–4, 6–4          | Franco Agamenone          | Michał Dembek Vitaliy Sachko 6–4, 6–3                   | Adrian Barbu Ștefan Paloși        |
| 14 de septiembre      | M15 Monastir Monastir, Túnez $15,000 – Dura                                        | Alexander Shevchenko 6–3, 6–4         | David Pichler             | Alexander Erler David Pichler 6–4, 6–1                  | Ignacio Monzón Fermín Tenti       |
| 21 de septiembre      | M25 Jablonec nad Nisou Jablonec nad Nisou, República Checa $25,000 – Tierra batida | Agustín Velotti 6–2, 6–1              | Gianluigi Quinzi          | Uladzímir Ignátik Lukáš Klein 6–3, 7–6(7–4)             | Filip Duda Petr Nouza             |
| 21 de septiembre      | M15 Castelo Branco Castelo Branco, Portugal $15,000 – Dura                         | Lucas Catarina 6–3, 2–6, 7–6(13–11)   | Strong Kirchheimer        | Mateus Alves Igor Marcondes 7–6(7–4), 5–7, [10–8]       | Eduardo Nava Emilio Nava          |
| 21 de septiembre      | M15 Melilla Melilla, España $15,000 – Tierra batida                                | Timofei Skatov 3–6, 6–0, 6–1          | Holger Vitus Nødskov Rune | Valentin Royer Holger Vitus Nødskov Rune 7–5, 6–3       | Max Houkes José Fco. Vidal Azorín |
| 21 de septiembre      | M15 Monastir Monastir, Túnez $15,000 – Dura                                        | Luca Potenza 2–6, 6–4, 6–3            | Aleksandr Shevchenko      | Aristotelis Thanos Petros Tsitsipas 6–3, 6–4            | Matías Descotte Thiago Tirante    |
| 28 de septiembre      | M25 Pardubice Pardubice, República Checa $25,000 – Tierra batida                   | Uladzímir Ignátik 6–3, 6–2            | Jan Šátral                | Martín Cuevas Agustín Velotti 3–6, 6–3, [10–6]          | Christian Harrison Toby Kodat     |
| 28 de septiembre      | M25 Oporto Oporto, Portugal $25,000 – Dura                                         | Gastão Elias 6–3, 6–3                 | Nuno Borges               | Fabian Fallert Johannes Härteis 6–3, 7–6(7–5)           | Dan Added Sadio Doumbia           |
| 28 de septiembre      | M15 Forbach Forbach, Francia $15,000 – Césped (cubierto)                           | Antoine Cornut Chauvinc 6–2, 6–4      | Michael Geerts            | Luca Castelnuovo Jakub Paul 7–6(7–4), 6–1               | Arthur Bouquier Louis Dussin      |
| 28 de septiembre      | M15 Monastir Monastir, Túnez $15,000 – Dura                                        | Laurynas Grigelis 6–1, 7–5            | Tom Kočevar-Dešman        | Aziz Dougaz Skander Mansouri 4–6, 7–6(7–1), [10–5]      | Mats Rosenkranz Tom Schönenberg   |

#### Torneos en octubre
| Torneos en octubre | Torneos en octubre                                                 | Torneos en octubre                        | Torneos en octubre                        | Torneos en octubre                                 | Torneos en octubre                        |
| Semana del         | Torneo                                                             | Campeón Individual                        | Finalista Individual                      | Campeones Dobles                                   | Finalistas Dobles                         |
| ------------------ | ------------------------------------------------------------------ | ----------------------------------------- | ----------------------------------------- | -------------------------------------------------- | ----------------------------------------- |
| 5 de octubre       | M15 Sharm el-Sheij Sharm el-Sheij, Egipto $15,000 – Dura           | Mārtiņš Podžus 6–4, 1–6, 7–5              | Nick Chappell                             | Vladyslav Manafov Vitaliy Sachko 6–3, 6–3          | Yurii Dzhavakian Mārtiņš Podžus           |
| 5 de octubre       | M15 Setúbal Setúbal, Portugal $15,000 – Dura                       | Sebastian Fanselow 6–4, 7–6(7–3)          | Nuno Borges                               | Nuno Borges Francisco Cabral 6–2, 6–7(5–7), [10–7] | Mateus Alves Igor Marcondes               |
| 5 de octubre       | M15 Monastir Monastir, Túnez $15,000 – Dura                        | Laurynas Grigelis 6–3, 6–4                | Matías Descotte                           | Marco Bortolotti Daniel Michalski 4–6, 6–2, [10–6] | Facundo Juárez Gabriel Roveri Sidney      |
| 12 de octubre      | M25+H Rodez Rodez, Francia $25,000 – Dura (cubierto)               | Igor Sijsling 6–3, 6–3                    | Jelle Sels                                | Sadio Doumbia Fabien Reboul 6–3, 7–5               | Igor Sijsling Glenn Smits                 |
| 12 de octubre      | M15 Sharm el-Sheij Sharm el-Sheij, Egipto $15,000 – Dura           | Pablo Vivero González 7–5, 5–7, 6–2       | Felix Corwin                              | Shintaro Mochizuki Rio Noguchi 6–2, 7–5            | Gijs Brouwer Ryan Nijboer                 |
| 12 de octubre      | M15 Monastir Monastir, Túnez $15,000 – Dura                        | Laurynas Grigelis 5–7, 7–5, 7–6(10–8)     | Daniel Michalski                          | Vladimir Ivanov Alibek Kachmazov 6–4, 6–4          | Laurynas Grigelis Lukas Mugevičius        |
| 19 de octubre      | M25 Hamburgo Hamburgo, Alemania $25,000 – Dura (cubierto)          | Kacper Żuk 6–4, 7–6(7–4)                  | Tseng Chun-hsin                           | Viktor Durasovic Markus Eriksson 6–3, 5–7, [11–9]  | Raúl Brancaccio Mark Vervoort             |
| 19 de octubre      | M15 Sharm el-Sheij Sharm el-Sheij, Egipto $15,000 – Dura           | Gijs Brouwer 6–3, 7–6(7–4)                | Vladyslav Orlov                           | Arjun Kadhe Vladyslav Manafov 6–3, 6–4             | Iván Gájov Georgii Kravchenko             |
| 19 de octubre      | M15 Monastir Monastir, Túnez $15,000 – Dura                        | Thiago Tirante 7–6(7–2), 6–7(4–7), 6–3    | Wojciech Marek                            | Aziz Dougaz Skander Mansouri 6–3, 7–5              | Mirko Martinez Kristjan Tamm              |
| 26 de octubre      | M25 Tavira Tavira, Portugal $25,000 – Dura                         | Kacper Żuk 6–4, 6–3                       | Nuno Borges                               | Jesper de Jong Jelle Sels 7–6(7–3), 5–7, [10–8]    | Nuno Borges Francisco Cabral              |
| 26 de octubre      | M15 Sharm el-Sheij Sharm el-Sheij, Egipto $15,000 – Dura           | Felix Corwin 4–6, 6–2, 7–6(7–4)           | David Poljak                              | Marko Miladinović Miljan Zekić 6–4, 6–3            | Alessandro Bega Petros Chrysochos         |
| 26 de octubre      | M15 Sarreguemines Sarreguemines, Francia $15,000 – Dura (cubierto) | Suspendido debido a brote de coronavirus. | Suspendido debido a brote de coronavirus. | Suspendido debido a brote de coronavirus.          | Suspendido debido a brote de coronavirus. |
| 26 de octubre      | M15 Heraclión Heraclión, Grecia $15,000 – Dura                     | Evan Furness 6–3, 1–6, 6–3                | Matija Pecotić                            | Evan Furness Clément Tabur 7–6(7–4), 7–6(7–4)      | Lucas Gerch Gerardo López Villaseñor      |
| 26 de octubre      | M15 Monastir Monastir, Túnez $15,000 – Dura                        | Skander Mansouri 4–6, 6–3, 7–6(7–5)       | Thiago Tirante                            | Maik Steiner Patrick Zahraj 4–6, 6–4, [10–8]       | Luis Patiño Thiago Tirante                |

#### Torneos en noviembre
| Torneos en noviembre | Torneos en noviembre                                                 | Torneos en noviembre                   | Torneos en noviembre    | Torneos en noviembre                                               | Torneos en noviembre                         |
| Semana del           | Torneo                                                               | Campeón Individual                     | Finalista Individual    | Campeones Dobles                                                   | Finalistas Dobles                            |
| -------------------- | -------------------------------------------------------------------- | -------------------------------------- | ----------------------- | ------------------------------------------------------------------ | -------------------------------------------- |
| 2 de noviembre       | M15 Sharm el-Sheij Sharm el-Sheij, Egipto $15,000 – Dura             | Alessandro Bega 6–4, 6–2               | Petros Chrysochos       | Arjun Kadhe Vladyslav Manafov 6–1, 6–3                             | Vladyslav Orlov Francesco Vilardo            |
| 2 de noviembre       | M15 Pärnu Pärnu, Estonia $15,000 – Dura (cubierto)                   | Otto Virtanen 6–3, 6–0                 | Yan Sabanin             | Johannes Seeman Siim Troost 6–3, 3–6, [10–6]                       | Vladimir Ivanov Yan Sabanin                  |
| 2 de noviembre       | M15 Heraclión Heraclión, Grecia $15,000 – Dura                       | Evan Furness 6–1, 2–6, 7–5             | Lucas Catarina          | Mateus Alves Facundo Díaz Acosta 4–6, 6–3, [10–4]                  | Corentin Denolly Jonathan Eysseric           |
| 2 de noviembre       | M15 Quinta do Lago Quinta do Lago, Portugal $15,000 – Dura           | Nuno Borges 6–0, 6–1                   | Michael Geerts          | Matheus Pucinelli João Lucas Reis 7–6(7–3), 6–1                    | Jonathan Binding Yann Wójcik                 |
| 2 de noviembre       | M15 Fayetteville Fayetteville, Estados Unidos $15,000 – Dura         | Alexis Galarneau 6–2, 6–1              | Roberto Quiroz          | Charles Broom Matías Soto 2–6, 6–2, [10–5]                         | Liam Draxl Aleksandar Kovacevic              |
| 9 de noviembre       | M15 Sharm el-Sheij Sharm el-Sheij, Egipto $15,000 – Dura             | Petros Chrysochos 6–3, 6–2             | Vladyslav Orlov         | Vladyslav Manafov Yaraslau Shyla 4–6, 6–4, [10–7]                  | Arnaud Bovy Gauthier Onclin                  |
| 9 de noviembre       | M15 Heraclión Heraclión, Grecia $15,000 – Dura                       | Evan Furness 6–3, 4–6, 6–1             | Lucas Catarina          | Jakub Paul Mick Veldheer 6–1, 6–4                                  | Artem Dubrivnyy Denis Yevseyev               |
| 9 de noviembre       | M15 Valldoreix Valldoreix, España $15,000 – Tierra batida            | Holger Nødskov Rune 7–6(7–0), 6–3      | Javier Barranco Cosano  | Abedallah Shelbayh Pedro Vives Marcos 7–5, 6–3                     | Eric Vanshelboim Holger Nødskov Rune         |
| 16 de noviembre      | M15 Sharm el-Sheij Sharm el-Sheij, Egipto $15,000 – Dura             | Vladyslav Orlov 6–0, 6–3               | Erik Crepaldi           | Aldin Šetkić Yaraslau Shyla 7–6(7–2), 6–3                          | Siddhant Banthia Aidan McHugh                |
| 16 de noviembre      | M15 Heraclión Heraclión, Grecia $15,000 – Dura                       | Mateus Alves 7–6(8–6), 6–4             | Adrian Andreev          | Lucas Miedler Neil Oberleitner 6–4, 6–2                            | Gijs Brouwer Mick Veldheer                   |
| 16 de noviembre      | M15 Villena Villena, España $15,000 – Tierra batida                  | Pol Martín Tiffon 6–4, 6–4             | Marco Trungelliti       | Alberto Barroso Campos Benjamín Winter López 7–5, 7–5              | Nuno Borges Francisco Cabral                 |
| 23 de noviembre      | M15 El Cairo El Cairo, Egipto $15,000 – Tierra batida                | Miljan Zekić 6–1, 7–6(7–3)             | Niels Visker            | Juan Bautista Otegui Juan Pablo Paz 6–2, 7–5                       | Johan Nikles Carlos Sánchez Jover            |
| 23 de noviembre      | M15 Heraclión Heraclión, Grecia $15,000 – Dura                       | Adrian Andreev 6–3, 6–4                | Jiří Lehečka            | Timo Stodder Robert Strombachs 6–4, 6–4                            | Lucas Miedler Neil Oberleitner               |
| 23 de noviembre      | M15 Trnava Trnava, Eslovaquia $15,000 – Dura (cubierto)              | Zizou Bergs 6–4, 6–2                   | Bogdan Bobrov           | Artem Dubrivnyy Vadym Ursu 6–2, 6–0                                | Lukáš Palovič Lukáš Pokorný                  |
| 23 de noviembre      | M15 Benicarló Benicarló, España $15,000 – Tierra batida              | Nicolás Álvarez Varona 7–6(15–13), 6–4 | Iván Gájov              | Javier Barranco Cosano Albert Roglan 6–3, 2–6, [11–9]              | Alberto Barroso Campos Benjamín Winter López |
| 23 de noviembre      | M15 Monastir Monastir, Túnez $15,000 – Dura                          | Ergi Kırkın 1–6, 6–4, 6–1              | Kenneth Raisma          | Anis Ghorbel Aziz Ouakaa Retiro                                    | Kenneth Raisma Kristjan Tamm                 |
| 30 de noviembre      | M15 Santo Domingo Santo Domingo, República Dominicana $15,000 – Dura | Oliver Crawford 6–3, 6–1               | Alex Rybakov            | Nick Hardt Shintaro Mochizuki 6–3, 6–3                             | Gonzalo Lama Antonio Cayetano March          |
| 30 de noviembre      | M15 El Cairo El Cairo, Egipto $15,000 – Tierra batida                | Johan Nikles 6–1, 5–7, 6–3             | Carlos Sánchez Jover    | Juan Bautista Otegui Juan Pablo Paz 6–4, 6–4                       | Hady Habib José Fco. Vidal Azorín            |
| 30 de noviembre      | M15 Madrid Madrid, España $15,000 – Tierra batida (cubierto)         | Antoine Cornut Chauvinc 6–4, 7–6(7–5)  | Álvaro López San Martín | Facundo Díaz Acosta Gerardo López Villaseñor 7–6(7–4), 2–6, [10–6] | Íñigo Cervantes Oriol Roca Batalla           |
| 30 de noviembre      | M15 Monastir Monastir, Túnez $15,000 – Dura                          | Ergi Kırkın 6–3, 6–1                   | Titouan Droguet         | Théo Arribagé Titouan Droguet 4–6, 7–6(7–5), [10–6]                | Alexander Erler David Pichler                |
| 30 de noviembre      | M15 Antalya Antalya, Turquía $15,000 – Tierra batida                 | Holger Nødskov Rune 6–0, 4–0, ret.     | Filip Misolic           | Sanjar Fayziev Sergey Fomin 7–6(7–4), 3–6, [10–7]                  | Umut Akkoyun Mert Naci Türker                |

#### Torneos en diciembre
| Torneos en diciembre | Torneos en diciembre                                                 | Torneos en diciembre | Torneos en diciembre | Torneos en diciembre                                       | Torneos en diciembre                       |
| Semana del           | Torneo                                                               | Campeón Individual | Finalista Individual | Campeones Dobles                                           | Finalistas Dobles                          |
| -------------------- | -------------------------------------------------------------------- | --- | --- | ---------------------------------------------------------- | ------------------------------------------ |
| 7 de diciembre       | M15 Santo Domingo Santo Domingo, República Dominicana $15,000 – Dura | Nick Hardt 6–4, 6–0 | Oliver Crawford | Nick Hardt Shintaro Mochizuki 4–6, 7–6(7–2), [10–5]        | Nick Chappell Keegan Smith                 |
| 7 de diciembre       | M15 El Cairo El Cairo, Egipto $15,000 – Tierra batida                | Juan Bautista Torres 6–3, 6–3 | Toby Kodat | Max Houkes Ryan Nijboer 6–4, 6–4                           | Akram El Sallaly Adham Gaber               |
| 7 de diciembre       | M15 Torelló Torelló, España $15,000 – Dura                           | Arthur Cazaux 4–6, 7–6(7–3), 6–2 | Quentin Robert | Gerard Granollers Oriol Roca Batalla 7–6(9–7), 3–6, [11–9] | Arthur Cazaux Leandro Riedi                |
| 7 de diciembre       | M15 Monastir Monastir, Túnez $15,000 – Dura                          | Kristjan Tamm 4–6, 7–6(7–3), 6–2 | Artem Dubrivnyy | Alexander Erler David Pichler 4–6, 6–3, 6–3                | Skander Mansouri Mats Rosenkranz           |
| 7 de diciembre       | M15 Antalya Antalya, Turquía $15,000 – Tierra batida                 | Nerman Fatić vs Dragoș Mădăraș Se suspendio la final por mal tiempo. Ambos jugadores se reparten los puntos de clasificación y los premios en dinero.. | Nerman Fatić vs Dragoș Mădăraș Se suspendio la final por mal tiempo. Ambos jugadores se reparten los puntos de clasificación y los premios en dinero.. | Sanjar Fayziev Sergey Fomin 6–3, 6–4                       | Cengiz Aksu Yankı Erel                     |
| 14 de diciembre      | M15 Monastir Monastir, Túnez $15,000 – Dura                          | Omar Giacalone 6–3, 7–5 | Alexander Erler | Alexander Erler David Pichler 7–6(9–7), 6–3                | Dan Added Skander Mansouri                 |
| 14 de diciembre      | M15 Antalya Antalya, Turquía $15,000 – Tierra batida                 | Vladyslav Orlov 2–6, 6–3, 6–4 | Georgii Kravchenko | Timur Kiyamov Khumoyun Sultanov 6–2, 7–6(7–5)              | Luciano Darderi Georgii Kravchenko         |
| 21 de diciembre      | M15 Monastir Monastir, Túnez $15,000 – Dura                          | Skander Mansouri 6–4, 7–6(7–3) | Kaichi Uchida | Alexander Erler David Pichler 6–2, 6–2                     | Constant de la Bassetière Alexander Kotzen |
| 21 de diciembre      | M15 Antalya Antalya, Turquía $15,000 – Tierra batida                 | Georgii Kravchenko 6–2, 6–3 | Billy Harris | Timur Kiyamov Khumoyun Sultanov 6–4, 6–3                   | Umut Akkoyun Mert Naci Türker              |
| 28 de diciembre      | M15 Monastir Monastir, Túnez $15,000 – Dura                          | Kaichi Uchida 6–4, 6–2 | Alexander Erler | Alexander Erler David Pichler 6–4, 7–6(7–5)                | Théo Arribagé Benjamin Pietri              |

## Estadísticas

### Títulos por países
| Total | País                 | M25 | M25 | M15 | M15 | Total | Total |
| Total | País                 | S   | D   | S   | D   | S     | D     |
| ----- | -------------------- | --- | --- | --- | --- | ----- | ----- |
| 29    | Francia              | 4   | 4   | 14  | 7   | 18    | 11    |
| 25    | Argentina            | 6   | 5   | 6   | 8   | 12    | 13    |
| 22    | España               | 1   | 2   | 13  | 6   | 14    | 8     |
| 18    | Alemania             |     | 3   | 2   | 13  | 2     | 16    |
| 16    | Estados Unidos       | 2   | 6   | 5   | 3   | 7     | 9     |
| 14    | Polonia              | 4   | 5   |     | 5   | 4     | 10    |
| 14    | Ucrania              |     | 1   | 4   | 9   | 4     | 10    |
| 13    | Italia               | 1   |     | 9   | 3   | 10    | 3     |
| 13    | Rusia                | 2   |     | 2   | 9   | 4     | 9     |
| 13    | Austria              |     | 1   | 1   | 11  | 1     | 12    |
| 11    | Países Bajos         | 2   | 1   | 2   | 6   | 4     | 7     |
| 10    | Brasil               |     | 2   | 2   | 6   | 2     | 8     |
| 10    | Túnez                |     |     | 2   | 8   | 2     | 8     |
| 9     | Bélgica              | 2   | 2   | 3   | 2   | 5     | 4     |
| 9     | República Checa      | 1   | 1   | 2   | 5   | 3     | 6     |
| 7     | Japón                | 1   |     | 2   | 4   | 3     | 4     |
| 7     | Reino Unido          | 2   | 1   |     | 4   | 2     | 5     |
| 6     | Suiza                |     |     | 3   | 3   | 3     | 3     |
| 6     | Rumania              |     |     | 2   | 4   | 2     | 4     |
| 5     | Portugal             | 1   |     | 3   | 1   | 4     | 1     |
| 5     | Kazajistán           |     |     | 3   | 2   | 3     | 2     |
| 5     | Bielorrusia          | 1   | 2   |     | 2   | 1     | 4     |
| 5     | Uzbekistán           |     |     | 1   | 4   | 1     | 4     |
| 4     | Croacia              | 2   |     | 1   | 1   | 3     | 1     |
| 4     | Dinamarca            | 1   |     | 2   | 1   | 3     | 1     |
| 3     | Chile                | 1   | 1   |     | 1   | 1     | 2     |
| 3     | Lituania             |     |     | 3   |     | 3     |       |
| 3     | Mónaco               |     |     | 3   |     | 3     |       |
| 3     | Turquía              |     |     | 2   | 1   | 2     | 1     |
| 3     | Bosnia y Herzegovina |     | 1   | 1   | 1   | 1     | 2     |
| 3     | Estonia              |     |     | 1   | 2   | 1     | 2     |
| 3     | República Dominicana |     |     | 1   | 2   | 1     | 2     |
| 2     | Chipre               | 1   |     | 1   |     | 2     |       |
| 2     | Uruguay              |     | 2   |     |     |       | 2     |
| 2     | Australia            |     | 1   |     | 1   |       | 2     |
| 2     | Suecia               |     | 1   |     | 1   |       | 2     |
| 2     | Hungría              |     |     | 1   | 1   | 1     | 1     |
| 2     | Serbia               |     |     | 1   | 1   | 1     | 1     |
| 2     | India                |     |     |     | 2   |       | 2     |
| 2     | Irlanda              |     |     |     | 2   |       | 2     |
| 1     | Bolivia              |     | 1   |     |     |       | 1     |
| 1     | Colombia             |     | 1   |     |     |       | 1     |
| 1     | Corea del Sur        |     | 1   |     |     |       | 1     |
| 1     | Israel               |     | 1   |     |     |       | 1     |
| 1     | Noruega              |     | 1   |     |     |       | 1     |
| 1     | Perú                 |     | 1   |     |     |       | 1     |
| 1     | Eslovaquia           |     | 1   |     |     |       | 1     |
| 1     | Tailandia            |     | 1   |     |     |       | 1     |
| 1     | Bulgaria             |     |     | 1   |     | 1     |       |
| 1     | Canadá               |     |     | 1   |     | 1     |       |
| 1     | Egipto               |     |     | 1   |     | 1     |       |
| 1     | Finlandia            |     |     | 1   |     | 1     |       |
| 1     | Letonia              |     |     | 1   |     | 1     |       |
| 1     | Grecia               |     |     |     | 1   |       | 1     |
| 1     | Jordania             |     |     |     | 1   |       | 1     |
| 1     | Marruecos            |     |     |     | 1   |       | 1     |
| 1     | México               |     |     |     | 1   |       | 1     |
| 1     | Nueva Zelanda        |     |     |     | 1   |       | 1     |
| 1     | Taiwán               |     |     |     | 1   |       | 1     |